# Carnaval de La Bañeza
 (février 2014).

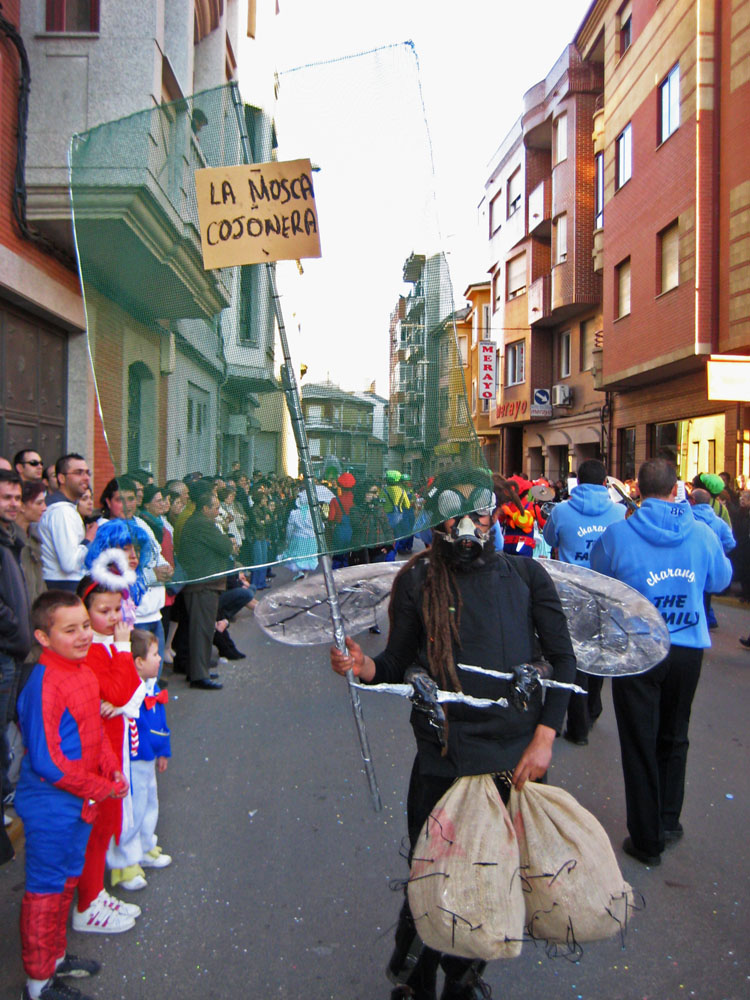
L'imagination, la sympathie, l'ironie et la bonne humeur sont les maîtres mots des habitants de La Bañeza avec son atmosphère carnavalesque.'Sentimiento Carnavalero'.

Le carnaval de La Bañeza (aussi appelé fêtes d'hiver ou courir le Carnaval), dans la province de León (Espagne), est une fête déclarée d'intérêt touristique qui commença à prendre sa notoriété au début du XXe siècle, dû à l'interdiction de cacher son visage et se déguiser pendant la répression franquiste.

## Description
La principale caractéristique du carnaval de La Bañeza est l'absence de concours de déguisements avec prix et récompenses économiques pour la participation, comme ils peuvent être présents dans les différents carnavals.
Les organisateurs préparent, un an auparavant, la recherche du matériel et des scènes qui seront réalisées, motivés par un « sentiment carnavalesque » que l'on peut ressentir durant ces jours.
Devant cela, le carnaval désorganisé est en train de capter de plus en plus d'adeptes se déguisant hors des horaires de défilé, sur leur lieu de travail, etc. en recherchant la surprise et l'étonnement des concitoyens et visiteurs.